# Püspökhatvan, Pesta
Püspökhatvan  este un sat în districtul Vác, județul Pesta, Ungaria, având o populație de 1.485 de locuitori (2011). 

## Demografie
Componența etnică a satului Püspökhatvan
     Maghiari (81,66%)
     Slovaci (9,14%)
     Romi (8,59%)
     Necunoscut (0,25%)
     Alții (0,37%)
Componența confesională a satului Püspökhatvan
     Romano-catolici (69,63%)
     Fără religie (4,44%)
     Luterani (3,57%)
     Reformați (2,29%)
     Necunoscută (19,33%)
     Alte religii (2,9%)
Conform recensământului din 2011, satul Püspökhatvan avea 1.485 de locuitori. Din punct de vedere etnic, majoritatea locuitorilor (81,66%) erau maghiari, existând și minorități de slovaci (9,14%) și romi (8,59%). Apartenența etnică nu este cunoscută în cazul a 0,25% din locuitori.  Din punct de vedere confesional, majoritatea locuitorilor (69,63%) erau romano-catolici, existând și minorități de persoane fără religie (4,44%), luterani (3,57%) și reformați (2,29%). Pentru 19,33% din locuitori nu este cunoscută apartenența confesională.